# Görbe Soma
Görbe Soma (2005. augusztus 18. –) magyar gyorsaságimotor-versenyző, a Red Bull Rookies Cup-ban versenyez.
Édesapja, Görbe Sándor motorépítő (nem versenymotorokkal foglalkozik), így rajta keresztül adta magát a motorozás gondolata. 6 évesen kezdett el motorozni, 2017-ig főleg a magyar bajnokság alacsonyabb géposztályaiban indult, utána került be nagyobb nevű, nemzetközi szériákba. 15 évesen már a Red Bull Rookies Cup-ban indult és emellett másik hobbija, a kerékpározás is előtérbe került: tagja az U17-es magyar kerékpáros válogatottnak is.

## Pályafutása

### Korai évek
Görbe Soma 2005-ben született és az édesapja már 3 éves korában készített neki egy motort, de csak 5 évesen tudta elkezdeni Soma a motorozást, mert nem érte el a fékkart.
2012-ben az 50 köbcentis kategóriában magyar bajnok lett.

#### 2013–2018
2013-ban a PW50-es magyar bajnokságban összetett 2. helyen végzett összetettben, kettő ponttal lemaradva Ketesdy Levente mögött. Egy bérelt PW50-es Yamahával szerepelt. A bajnoki címe egy olyan bukáson ment el, ami technikai hiba miatt következett be.
Egy szezonután a magyar Junior 4T kategóriában indult 8 évesen és 4. helyen végzett a szezon végén, ahol volt futamgyőzelme és dobogós eredményei is. Szabadkártyásként indult a cseh bajnokságban is, valamint tervben volt a német ADAC Junior Cup-ban való részvétel is, de ez végül egyéb okok miatt nem valósult meg. Ugyanebben az évben az Uniqa Sportnagykövete is lett.
2015-ben rajthoz állt egy hétvégén a MiniGP Juniorban és teljes szezont futott a MiniGP-ben, ahol a pontversenyben 2. lett a szlovák Michal Bulik mögött. Egy futamgyőzelmet és összesen négy dobogós pozíciót és 154 pontot gyűjtött. Indult ismételten a cseh bajnokságban és összetettben ezüstérme lett a Minigp-Pro kategóriában.
2016-ra a magyar MiniGP Pro-ban futott teljes szezont, ahol Oláh Barnabás lett a bajnok, ő pedig a 2. (190p, 5 győzelem), mögöttük Peter Kacaba és Roman Havlin végeztek összesítésben.
2017-re már nagypályás versenyeken szerepelt, főleg Olaszországban, az Ohvale 160-190 MiniGP kategóriában. Volt egy harmadik helyezése és egy pole-pozíciója is, összetettben 7. lett.
2018-ban elkezdett együtt dolgozni Talmácsi Gábor korábbi menedzserével, Stefano Favaroval és a Sport&Events Management utánpótlás csapatának tagja lett. Ebben a szezonban a European Talent Cup-ban indult, ami talán korosztályának a legerősebb utánpótlás-szériája. A Sport&Amp-Events M.A színeiben egy Hondával versenyzett, de végül nem szerzett pontot, ugyanakkor Albacetében egy 17. helyezést ért el, ennek köszönhetően pedig felfigyelt rá a Bester Capital Dubai alakulata. Tizenkét évesen elnyerte a MOL Tehetségtámogató Program Sport pályázatának támogatását is, amivel többek között a futamok utazási költségeit is tudták fedezni.
2019-ben a Favaro által vezetett csoport stratégiai megállapodást kötött a Bester Capital Dubai csapattal, így Görbe és Rossi Moor is az ő színeikben versenyezhetett az évben. Soma ezt a szezont is az ETC-ben versenyezte végig. A felkészülését egy spanyol edző, Jose Manuel Ruiz Gomez segítette. Fermin Aldenguer és Filippo Palazzi csapattársaként szerepelt. A végelszámolásban a csapat húzóembere Aldeguer volt, aki a 3. lett a pontversenyben, Palazzi a 26, Görbe viszont ebben az évben sem tudott pontot szerezni.  Ehhez az is hozzátartozik, hogy a közel 65 induló miatt a mezőnyt kettébontották és sokszor csak a második csoportba tudott bekerülni, ahol akár nyerhetett is, viszont pontot nem kapott érte. A szezon végén Oláh Barnabás és Kecskés Bence társaságában elindultak a Red Bull Rookies Cup válogatóján, ahol ő és Oláh a döntőig jutottak, be viszont már nem válogatták őket.  A MOL Alapítvány 2019-ben egy közösségi médiás versenyt hirdetett ki a támogatottak között, amit megnyert. Több közösségi média felületen, így a Facebookon és Instagramon is ügyesen vezette a hivatalos oldalait.

### Northern Talent Cup

#### 2020
Stefano Favaro a világbajnokságon is érdekelt Snipers Mugenrace Junior Team-nél kapott lehetőséget, így az általa felkarolt magyar tehetségeket is beprotezsálta. Az eredeti tervek szerint az ETC-ben Görbe és Rossi Moor; valamint Farkas Kevin és Surányi Balázs az utánpótlás-szériákban indult volna. A koronavírus-világjárvány azonban új helyzetet eredményezett. Az alakulat csak a Moto3-as vb-n tudott elindulni Tony Arbolino és Filip Salac révén, a Junior vb-re és az ETC-re készülő alakulatokra már nem maradt keret. Végül a Dorna által frissen elindított egyenmotoros tehetségkutatóban, a Northern Talent Cup-ban indult el. Az előzetes nevezési lista szerint itt a Snipers Junior Team tagjaként indult volna Rossi Moor társaságában, ám márciusban változtatás történt: Rossi Moor mégsem indult, Soma pedig csapatot váltott és a Hungarian Racing Engineering készítette fel a motorját.
A szériában négy helyszínen, összesen 8 futamot teljesített a mezőny, Soma pedig 26 pontos előnnyel végül megszerezte a bajnoki címet is, többek között Jakub Gurecky előtt. Összességében a futamok felét megtudta nyerni. A szezon végeztével bejelentették, hogy három versenyző meghívást kapott a Red Bull Rookies Cup-ba. Mellette Freddie Heinrich és Jakob Rosenthaler lettek beválogatva.
Az év végén a Magyar Motorsport Szövetség a "2020-as év legjobb utánpótláskorú motorversenyzőjévé" választotta.

### Red Bull Rookies Cup

#### 2021
2021-ben teljes szezont futott a Red Bull Rookies Cup-ban, ahol 11 pontot gyűjtve összesítésben a 20. helyen zárt. Az elején időbe telt, mire felvette a kupa ritmusát, ám a negyedik fordulóban, Németországban kimagasló hétvégét zárt. Előbb az első futamon megszerezte első pontjait a bajnokságban egy 13. hellyel, majd a második versenyen a 12. helyen intették le és ez lett a legjobb eredménye a szezonban. Összesen hat alkalommal tudott az év során pontot szerezni és ő lett a legjobb versenyző, aki a Northern Talent Cup-ból érkezett (Rosenthaler 6 ponttal a 22. lett; Heinrich pedig 2 ponttal a 24.). Szeptember közepén tudatták, hogy bekerült a közé a 13 versenyző közé, akik maradhatnak a szériában és 2022-ben is itt folytathatták pályafutásukat.
A Rookies Cup mellett egy 600 köbcentis Yamaha R6-os motorral is kipróbálhatta magát a szezon során. A felkészülést a Beremend Sport Kft. színeiben kezdte meg, júniusban már a német Tom Gradinger meghívására az Eder Racing alkalmazásában indulhatott a European Racing Cup Superstock 600-as kategóriájában, majd később az IDM 600-as géposztályában is.
Továbbá elkezdte egyengetni Soma pályafutását Talmácsi Gábor, aki egyfajta mentorként állt mellé. Talmácsi nem csak mint edző látta el tanácsokkal, hanem a pályán kívül is mellette, például hivatalos megjelenések alkalmával. Miután Talmácsi a HUMDA motorsport-fejlesztési programjának az egyik vezetője lett, Soma is bekerült a szervezet által 2021-ben támogatott három versenyző közé, Sebestyén Péter és Zsigovics Norbert mellett. Ezen felül 2017 után zsinórban a negyedik évben támogatta őt a MOL Alapítvány.

#### 2022
2022-ben csak az idény felénél, június 18-án szerezte első pontját a németországi Sachsenringen. Majd ezt követően is csak éppenhogy a legjobb 15 között intették le a Red Bull Ringen és Aragónban is.
Emellett elindult a Moto3-as junior-világbajnokság utódjaként számontartott és átnevezett JuniorGP-világbajnokságon a spanyol Artbox csapat által versenyzetett Hondával.

## Eredményei

### Teljes Northern Talent Cup-eredménylistája
| Év   | Motor | 1     | 2     | 3      | 4     | 5     | 6     | 7     | 8     | Helyezés | Pont |
| ---- | ----- | ----- | ----- | ------ | ----- | ----- | ----- | ----- | ----- | -------- | ---- |
| 2020 | KTM   | SAC 4 | SAC 1 | LAU Ki | LAU 5 | HOC 1 | HOC 1 | BRN 1 | BRN 3 | 1.       | 140  |

### Teljes Red Bull Rookies Cup-eredménylistája
| Év   | 1      | 2      | 3      | 4      | 5      | 6      | 7      | 8      | 9       | 10      | 11      | 12      | 13     | 14     | Helyezés | Pont |
| ---- | ------ | ------ | ------ | ------ | ------ | ------ | ------ | ------ | ------- | ------- | ------- | ------- | ------ | ------ | -------- | ---- |
| 2021 | ALG Ki | ALG 21 | JER Ki | JER 17 | MUG 17 | MUG Ki | SAC 13 | SAC 12 | RBR1 15 | RBR1 21 | RBR2 15 | RBR2 22 | ARA 15 | ARA 15 | 20.      | 11   |
| 2022 | ALG Ki | ALG 16 | JER 16 | JER Ki | MUG Ki | MUG 16 | SAC 15 | SAC 16 | RBR 13  | RBR Ni  | ARA Ki  | ARA 14  | VAL    | VAL    | 22.*     | 6*   |

* A szezon jelenleg is zajlik.